# Cash Machine (Hard-Fi)
Cash Machine is een nummer van de Britse indierockband Hard-Fi uit 2005, heruitgegeven 2006. Het is de eerste single van hun debuutalbum Stars of CCTV.
"Cash Machine" gaat volgens zanger Richard Archer over geen geld hebben. Het nummer werd in de eerste instantie niet uitgebracht om voor de hitlijsten in aanmerking te komen, maar om de volgende single Tied Up Too Tight te promoten. Toch deed "Cash Machine" het beter in de hitlijsten, zowel in thuisland het Verenigd Koninkrijk als daarbuiten. De plaat bereikte de 14e positie in het Verenigd Koninkrijk. In Nederland bereikte het nummer de 13e positie in de Tipparade, en de 35e positie in de Mega Top 50 van 3FM.